# 丁依 (1925年)
丁依（1925年—），字克用，男，浙江鄞县人，中国剧作家、演员，曾任艺术工作总队研究员。